# I move
I move is het tweede studioalbum van de Amerikaanse rockband IZZ. De band nam het album op onder leiding van Tom Galgano, bandleider, in de Underground Studios te New York. Het album is opgedragen aan de slachtoffers en overlevenden van de Aanslagen op 11 september 2001. De band maakte excuses voor het feit dat het tweede album zo lang op zich moest laten wachten. De criticus bij Progvisions constateerde dat alle stijlen binnen de progressieve rock per nummer door elkaar gemengd waren, zodat een eigen soort muziek ontstond. Men vond tevens de productie beter verzorgd dan bij het debuutalbum.  
Op de hoes is voor het eerst het logo van de band te zien.

## Musici
- Tom Galgano – zang, toetsinstrumenten
- Paul Bremner – gitaar
- Brian Coralion – percussie, drummachine
- Greg DiMiceli – drumstel
- John Galgano – basgitaar

Met
- Laura Meade – zang (Believe)
- Anmarie Byrnes – zang (I wanna win en Something true)
- Paige Rigilano- spreekstem (I wanna win)
- Abigail Lombino – spreekstem (Come like light)
- Aaron LoFaro – arrangement voor strijkinstrumenten Knight of nights

## Muziek
Alle muziek en teksten door IZZ

| Nr. | Titel                 | Duur  |
| --- | --------------------- | ----- |
| 1.  | Spinnin' around       | 2:59  |
| 2.  | I move                | 5:24  |
| 3.  | Weak little lad       | 3:50  |
| 4.  | I already know        | 3:55  |
| 5.  | I wanna win           | 5:46  |
| 6.  | All the new           | 1:24  |
| 7.  | Star evil Gnoma Su    | 8:37  |
| 8.  | Another door          | 4:42  |
| 9.  | Something true        | 2:37  |
| 10. | Believe               | 3;33  |
| 11. | Knight of nights      | 6:37  |
| 12. | The mists of Dalriada | 2:42  |
| 13. | Oh, how it’s great!   | 4:46  |
| 14. | Coming like light     | 11:40 |
| 15. | Light from your eyes  | 4:24  |